# Luca Giordano
Luca Giordano (Nápoles, 18 de outubro de 1634 — idem, 3 de janeiro de 1705) foi um pintor italiano que esteve ativo sobretudo em Nápoles, Florença, Madrid e Roma.
Artista celebrado e extremamente prolífico, tinha o cognome de Luca Fapresto ("Luca faz depressa") pelos seus contemporâneos pela inusitada rapidez com que pintava. Uma tela da igreja de Santa Maria do Pranto, Nápoles, teria sido pintada em 48 horas. 
Chamavam-no também Proteu, pela facilidade que tinha de imitar o estilo de qualquer pintor. Seus pastiches de Dürer e de Rembrandt correm mundo _ mas não fez, realmente, cópias no sentido escrito da palavra. Seus primeiros trabalhos mostram a influência de Giuseppe Rivera, pintor espanhol de Nápoles (dito Il Spagnoletto), com quem é provável que tenha estudado. Mas seu estilo mudou depois de viagens a Roma, Veneza e Florença, onde vira as cores, o brilho, a leveza do Veronese e de Pietro da Cortona. De 1692 a 1702 foi pintor da corte de Carlos II, em Madrid. 

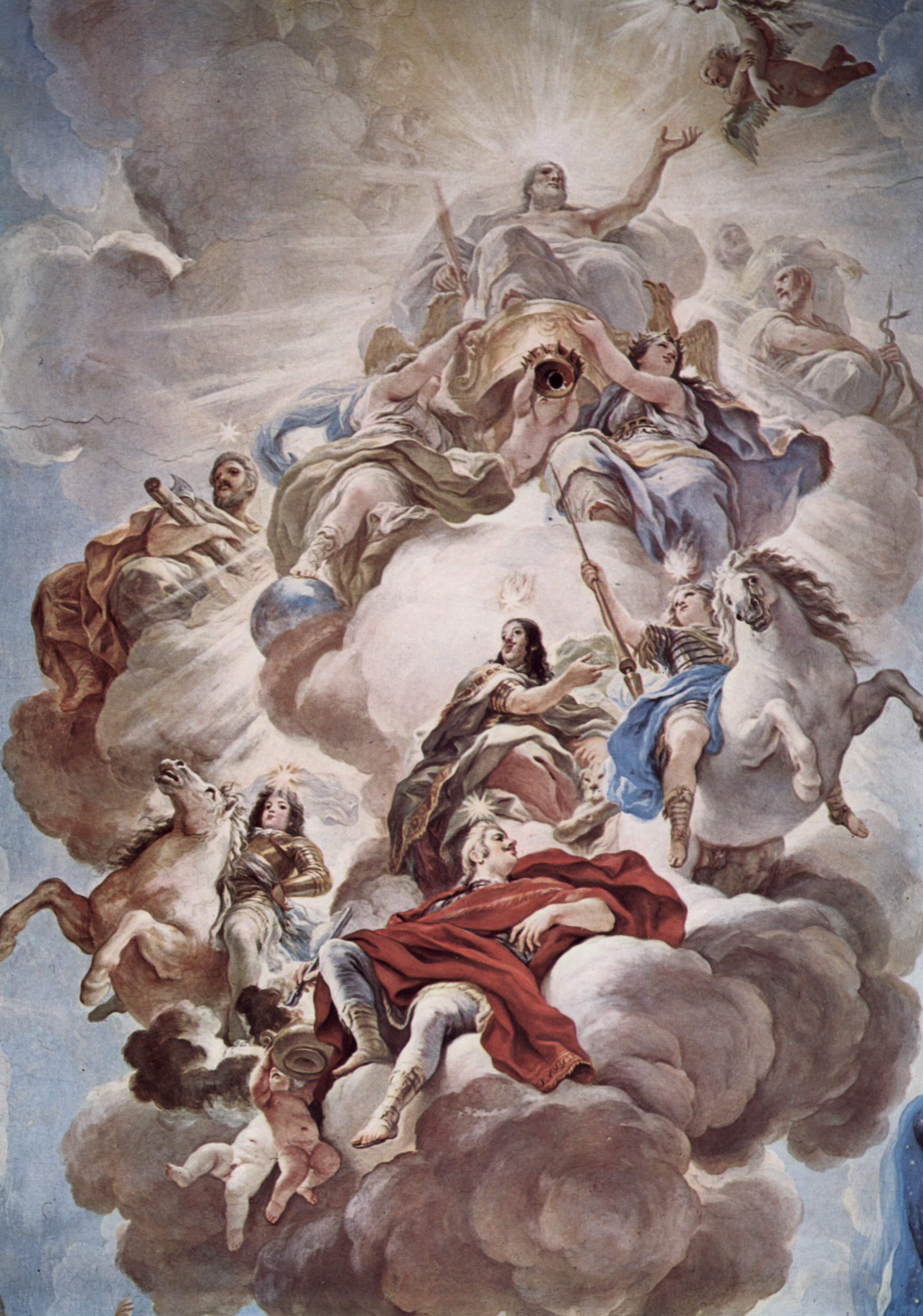
Galeria do Palácio Médici-Riccardi - Apoteose dos Médicis

Os afrescos que fez para o El Escorial estão entre suas obras mais louvadas. O Museu do Prado tem cerca de 50 quadros seus, mas a maior parte da sua produção ficou em Nápoles, sobretudo nas igrejas e capelas. Muitos dos afrescos foram destruídos ou danificados durante a II Guerra Mundial. O ciclo de S. Bento, da abadia de Monte Cassino (1677), perdeu-se, mas o Cristo expulsando os vendilhões do templo (1648), em Nápoles, sobreviveu à ruína da igreja de São Filipe Neri.

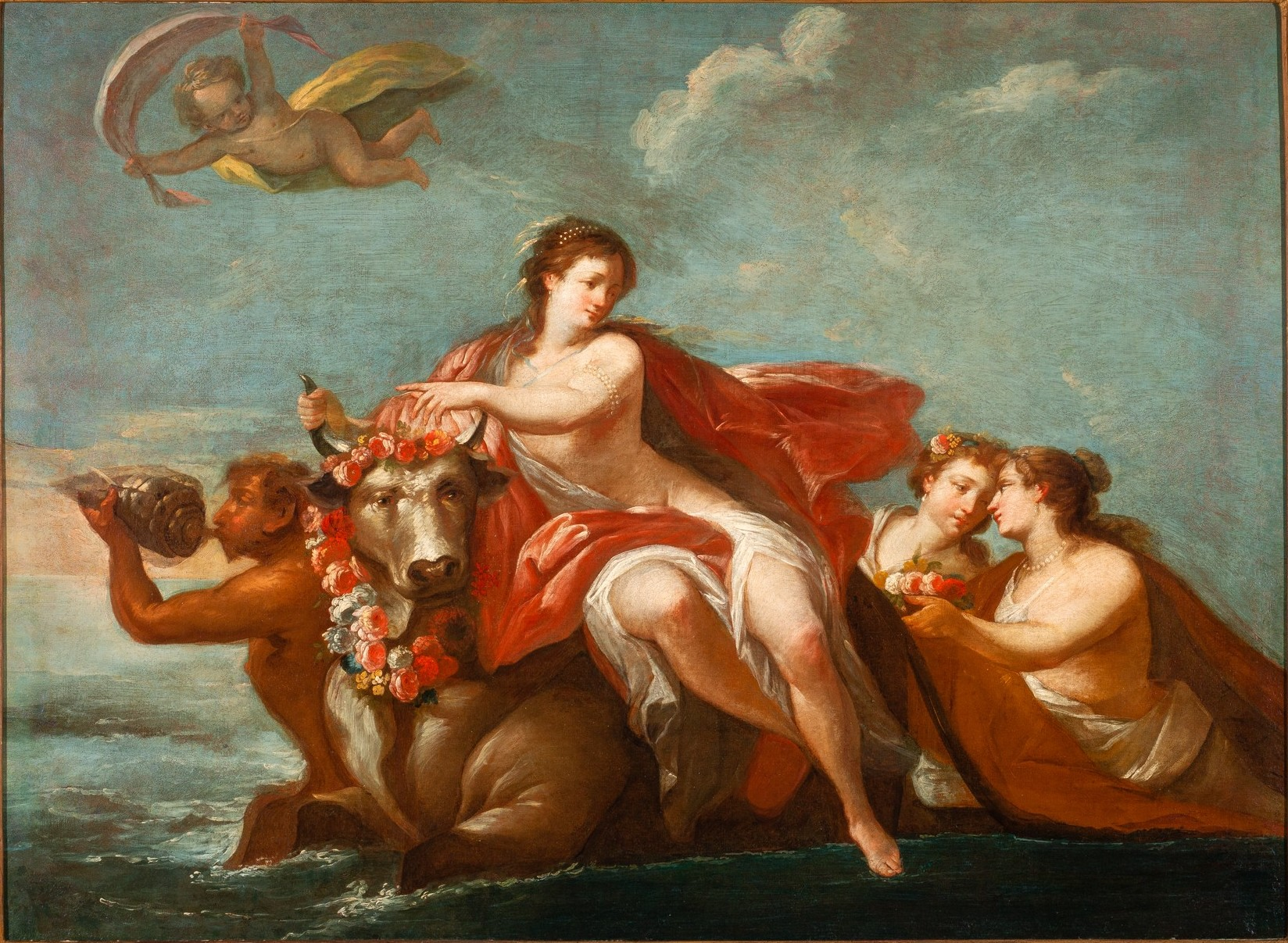
O Rapto de Europa, 1636, Luca Giordano. Casa Museu Eva Klabin.

## Referência
- Enciclopédia Barsa